# ديف بورتر
ديف بورتر (بالإنجليزية: Dave Porter)‏ هو ملحن أمريكي، ولد في القرن العشرين.

## وصلات خارجية
- الموقع الرسمي
- ديف بورتر على موقع IMDb (الإنجليزية)
- ديف بورتر على موقع ميوزك برينز (الإنجليزية)
- ديف بورتر على موقع أول ميوزيك (الإنجليزية)
- ديف بورتر على موقع ديسكوغز (الإنجليزية)
- ديف بورتر على موقع قاعدة بيانات الفيلم (الإنجليزية)